# Азиния Юлиана Никомаха
Вижте пояснителната страница за други личности с името Азиния.
Азиния Юлиана Никомаха (на латински: Asinia Juliana Nicomacha; * 215) е знатна римлянка от 3 век.
Произлиза от фамилията Азинии, клон Никомах. Дъщеря е на Гай Азиний Никомах Юлиан (проконсул на Азия ок. 250 г.) и Цезония.
Омъжва се преди 240 г. за Квинт Аниций Фауст (* ок. 210 г.), син на Квинт Аниций Фауст Павлин (управител на провинция Долна Мизия през 229/230 г. или 230/232 г.). Става майка на Марк Юний Цезоний Никомах Аниций Фауст Павлин II (* 240; † сл. 300; или Секст Аниций Фауст Павлин I), който е консул през 298 г. Син ѝ се жени за Амния Деметриас (* 245 г.), дъщеря на Тиберий Клавдий и Флавия и е баща вероятно на Секст Аниций Фауст Павлин II (консул 325 г.) и Амний Аниций Юлиан (консул 322 г.).